# Walking on Air
Walking on Air è un singolo della cantante estone Kerli, pubblicato l'8 aprile 2008 come secondo estratto dal primo album in studio Love Is Dead.

## Video musicale
Il video, diretto dallo studio "Aggressive" che l'ha anche prodotto insieme a JP Fox, ha debuttato su MTV Overdrive il 20 maggio 2008.
Caratterizzato da un'ambientazione cupa e gotica, il videoclip vede Kerli ricevere una piccola bambola che le è stata donata da un giocattolaio.

## Tracce
1. Walking on Air (radio edit) – 3:47
2. Walking on Air (versione integrale) – 4:27

EP Remix
1. Walking on Air (Ralphi Rosario & Craig J Club Mix) – 9:46
2. Walking on Air (Josh Harris Club Mix) – 8:06
3. Walking on Air (Lindbergh Palace Full Mix) – 6:23
4. Walking on Air (Armin van Buuren Club Mix) – 7:43
5. Walking on Air (Ralphi Rosario Big Dub) – 9:32

## Classifiche
| Classifica (2008-09) | Posizione più alta |
| -------------------- | ------------------ |
| Austria              | 35                 |
| Belgio (Fiandre)     | 32                 |
| Belgio (Vallonia)    | 32                 |
| Germania             | 25                 |
| Italia               | 20                 |
| Svizzera             | 37                 |